# Kresovia Lwów
Klub Sportowy Kresovia Lwów – polski klub piłkarski z siedzibą w mieście Lwów, działający w latach 1923–1929.

## Historia
Klub Sportowy Kresovia został założony we Lwowie na początku lat 20. XX wieku. W 1923 roku drużyna zadebiutowała w rozgrywkach Klasy C podokręgu Lwów Lwowskiego OZPN. W następnym 1924 roku zespół wywalczył w barażach awans do Klasy B, gdzie potem występował od 1925 do 1927 roku w podokręgu Lwów. W 1929 klub po raz ostatni uczestniczył w rozgrywkach w Klasie C, po czym został rozwiązany.

## Poszczególne sezony

### Rozgrywki krajowe
| \| Polska \| Bilans występów klubu w rozgrywkach piłkarskich Polski (Stan na 31 maja 2025 r.) \| \| |                                                                                  |        |       |   |   |   |    |    |     |                      |        |        |      |
| Poziom                                                                                              | Rozgrywki                                                                        | Sezony | Mecze | Z | R | P | B+ | B– | Pkt | Lata                 | Awanse | Spadki | Naj. |
| I                                                                                                   | Liga                                                                             | 0      |       |   |   |   |    |    |     |                      |        |        |      |
| II                                                                                                  | Klasa A / Liga Okręgowa                                                          | 0      |       |   |   |   |    |    |     |                      |        |        |      |
| III                                                                                                 | Klasa B / Klasa A                                                                | 3      |       |   |   |   |    |    |     | 1925–1927            | 0      | 1      | ?    |
| IV                                                                                                  | III liga / Klasa C / Klasa B                                                     | 3+     |       |   |   |   |    |    |     | 1923–1924, 192?–1929 | 1      | 0      | 1    |
| | Puchar Polski                                                                    | 0      |       |   |   |   |    |    |     |                      |        |        |      |
| Polska                                                                                              | Bilans występów klubu w rozgrywkach piłkarskich Polski (Stan na 31 maja 2025 r.) |        |       |   |   |   |    |    |     |                      |        |        |      |

## Struktura klubu

### Stadion
Drużyna rozgrywała swoje mecze domowe we Lwowie na stadionie Pogoni Lwów lub na stadionie Czarnych Lwów na Bednarówce.